# Governo Calà Ulloa II
Il governo Calà Ulloa II è stato il ventunesimo governo del Regno delle Due Sicilie, nonché l'unico in esilio. Il governo aveva sede a Roma ed era appoggiato da Papa Pio IX. Con la caduta dello Stato Pontificio il 20 settembre 1870 il governo ebbe automaticamente fine.